# Werner Winter (General)
Werner Winter (* 2. April 1923 in Remse) war Generalleutnant der Nationalen Volksarmee (NVA) der Deutschen Demokratischen Republik.

## Biografie
Der Sohn eines Bauarbeiters war nach der Volksschule von 1937 bis 1940 als Landarbeiter tätig. 1940 folgte seine Einberufung zur Wehrmacht, in der er zum Unteroffizier der Panzertruppe aufstieg. Noch 1945 geriet er in sowjetische Kriegsgefangenschaft, aus der er 1949 entlassen wurde. Am 1. September 1949 trat er als Kursant in die Deutsche Volkspolizei (DVP) ein, in der er innerhalb kürzester Zeit zum Abteilungsleiter und Stellvertretenden Chef für Ausbildung der 4. Volkspolizeibereitschaft Sachsen aufstieg. 1950 wurde er Abteilungsleiter in der VP-Dienststelle Eggesin sowie der VP-Bereitschaft Meiningen. Nach einem einjährigen Sonderlehrgang in der UdSSR folgte zwischen 1952 und 1955 eine Verwendung als Offizier in den Verwaltungen Ausbildung und Inspektion sowie Motorisierung im Stab der Kasernierten Volkspolizei (KVP). Während dieser Zeit trat er 1953 der SED bei und war danach im Jahr 1956 kurze Zeit Abteilungsleiter für Panzer und Mechanisierung in der Verwaltung Ausbildung im Ministerium für Nationale Verteidigung (MfNV).
Im Anschluss daran war er von 1956 bis 1959 Kommandeur des Panzerregiments 16 „Leo Jogiches“ in Großenhain sowie danach bis 1961 1. Stellvertretender Kommandeur der 7. Panzerdivision. Nach einem zweijährigen Lehrgang an der Generalstabsakademie der UdSSR, den er 1964 als Diplom-Militärwissenschaftler abschloss, wurde er am 1. August 1964 im Rang eines Oberstleutnants Kommandeur der 7. Panzerdivision in Dresden. Als solcher wurde er am 7. Oktober 1964, dem 15. Gründungstag der DDR, zunächst zum Oberst befördert und dann am 1. März 1966, dem 10. Gründungstag der NVA, zum Generalmajor ernannt. Während dieser Zeit gehörte die 7. Panzerdivision auch zu den Einheiten, die nach den Ereignissen um den Prager Frühling zunächst in Marschbereitschaft versetzt wurden. Am 8. November 1971 kehrte er in das MfNV zurück, wo er ein Jahr lang Stellvertretender Chef der Verwaltung Ausbildung war, ehe von 1972 bis 1977 eine Verwendung als Stellvertreter Chef LaSK für Ausbildung im Kommando Landstreitkräfte der NVA folgte. Danach war er von 1977 bis zu seiner Entlassung am 30. April 1983 Kommandeur der Offiziershochschule der Landstreitkräfte der NVA in Löbau. Als solcher erfolgte am 7. Oktober 1977, dem 28. Gründungstag der DDR, auch seine Beförderung zum Generalleutnant.

## Auszeichnungen
- 1968 Vaterländischer Verdienstorden in Bronze
- 1975 Kampforden „Für Verdienste um Volk und Vaterland“ in Silber
- 1979 Vaterländischer Verdienstorden in Silber
- 1982 Medaille der Waffenbrüderschaft in Gold
- 1983 Vaterländischer Verdienstorden in Gold

## Veröffentlichungen
- Die Führung der Gefechtsausbildung. In: Militärwesen, Berlin 1976, Heft 10, S. 39–47.

## Quelle
- Froh, Klaus/Wenzke, Rüdiger: Die Generale und Admirale der NVA. Ein biographisches Handbuch. 4. Auflage. Ch. Links, Berlin 2000, ISBN 3-86153-209-3